# Radványi Balázs
Radványi Balázs Gergely (Ózd, 1951. február 17. –) kétszeres Kossuth-díjas magyar zeneszerző, előadóművész, zenész. A Kaláka együttes tagja.

## Élete és pályafutása
Szülei és két nagyapja Kassán születtek, de szülei már a második világháború utáni Magyarországon alapítottak családot. Eleinte Ózdon, majd 1951 végétől Budapesten éltek. A család egyik leghíresebb tagja Kerner István (1867–1929) a Magyar Állami Operaház igazgatója volt.
Apai nagyapám felesége Kerner Irma gyönyörű hangú énekes volt, a máriakéméndi Kerner családból származott, melynek leghíresebb tagja Kerner István az Operaház főigazgatója volt a múlt század elején. Én ide vezetem vissza zenei affinitásomat. Édesanyám részéről zempléniek és felvidékiek a felmenőim.
Két testvére van, bátyja Radványi György építőművész. 
1957-től 1965-ig a Kodály Zoltán alapította Lorántffy Zsuzsanna Zenei Általános Iskolába járt, ahol az ott folyó zenei nevelést a mester személyesen ellenőrizte. 1965-től 1969-ig a Kvassay Jenő Híd-és Vízműépítő Technikumban tanult, utána a Budapesti Műszaki Egyetem Felsőgeodézia Tanszékén dolgozott, és 1976-ban földmérő mérnöki diplomát szerzett ugyanezen az egyetemen. Közben a zenével sem szakadt meg a kapcsolata, az Építők aranykoszorús vegyeskarában énekelt, csellózni és gitározni tanult. Klasszikus ének-tanára Szterszky Adrienn docens volt.

1970-től az 1969 novemberében megalakult Kaláka együttes tagja.
„Fél évvel a kezdetek után csatlakoztam a fiúkhoz. Kellett nekik egy csellista, aki énekelni is tud, én meg Mikó Pista osztálytársa voltam, korábban zenéltünk is együtt, így adódott, hogy megkeresett ’70 júniusában. Magnóra vettük a dalokat, megtanultam, s már én is velük pengettem.”
1993-ig a zenélés mellett a Budapesti Műszaki Egyetem Felsőgeodéziai Tanszékén is dolgozott. 1996-tól 2000-ig a Krónikás Ének-Zeneiskola gitáros-énekeseinek tanáraként tevékenykedett, többek között az ő inspirálására megalakult Misztrál együttes tagjait is tanította. 2005-ben megalapította a Dalnokklubbot, amely a budapesti Klebelsberg Kultúrkúriában azóta is folyamatosan működik. 
Többek között ezeken a hangszereken játszik: mandolin, 12 húros gitár, ukulele, cuatro, brácsa, kalimba.

## Magánélete
Nős, két gyermeke van.

## Művei
Szerzőként és előadóként több mint 50 hanghordozón jelent meg. 

### Híresebb versmegzenésítései
- József Attila: Tudod, hogy nincs bocsánat
- Kosztolányi Dezső: Akarsz-e játszani?
- Szabó Lőrinc: Szeretlek
- Szabó Lőrinc: Hajnali rigók
- Örkény István: Rossz álom
- Simkó Tibor: Ukulele
- Móra Ferenc: A cinege cipője
- Weöres Sándor: Az éjszaka csodái
- Kányádi Sándor: Az elveszett követ
- Kányádi Sándor: Madáretető
- William Shakespeare: 75. Szonett
- Szergej Jeszenyin: Bokraink közt
- Nagy Gáspár: Három királyok

A Kaláka és saját szerzeményeiből gitárkísérettel és akkordtáblázat melléklettel ellátott kottásfüzeteket szerkesztett, arra reagálva, hogy sokan szoktak kérni kottákat a dalaikból. „Azt mondták, szeretnének egy-egy Kaláka számot pontosan megtanulni kirándulásra, köszöntésképpen, érettségi bankettre, csak úgy…”

### Önálló kiadványai
- Kaláka suite (1999): Radványi Balázs szerzeményei ének nélkül
- Tiki Tiki Timbó (2004): Dalok, nyelvtörők, zenével illusztrált mesék
- A londoni mackók (2006): Tóth Krisztina gyermekversei, a Radványi-Balog-Borzsák Trió zenei kíséretével
- Tölgyből van a fakutya (2009): Nagy Bandó András saját verseit énekli, Radványi Balázs zenéjére, a Kaláka kíséretével

### Film- és színházi zenék
- A Magyar Népmesék, valamint a Mesék Mátyás királyról és a Mondák a magyar történelemből rajzfilmsorozat számos epizódjának zeneszerzője.
- A 2022-ben bemutatott Az unoka című film nyitó táncjelenetében hallható Mit titkolod? szerzője, a rendező, Deák Kristóf kérésére.
- Varró Dániel költővel közös műsora az Akinek a kedve dalos címet viseli, amelyet rendszeresen előadnak a budapesti Puskin Moziban.[6]
- 2003 óta folyamatosan látható a Madách Színház műsorán A négyszögletű kerek erdő, avagy a játéknak soha nincs vége, Lázár Ervin mesejátéka. Ennek dalbetéteit és kísérőzenéit szerezte.
- A Kukamese Archiválva 2022. január 17-i dátummal a Wayback Machine-ben című, a környezettudatos magatartásról szóló zenés mesejáték zeneszerzője

## Díjai, elismerései
- VIT-díj (1973 Berlin)

- Állami Ifjúsági Nívódíj (1975)

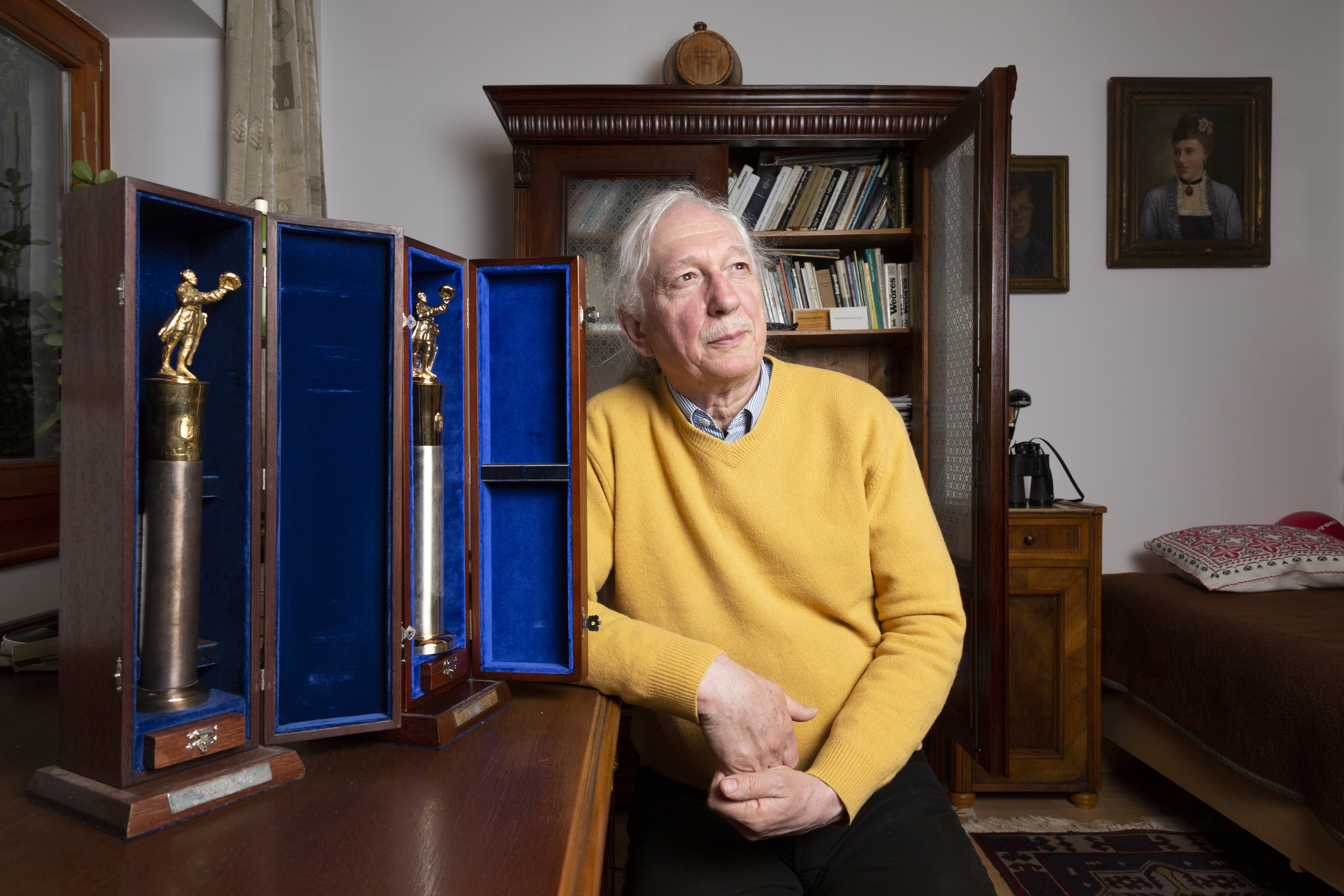
A két Kossuth-díjjal 2021-ben, Török Máté felvételén

- Előadóművész Fesztiválok díj (1978)
- Gyermekekért díj (1986)
- SZOT-díj (1989)
- Magyar Köztársasági Arany Érdemkereszt (1994)
- Budapestért díj (1994)
- Magyar Művészetért díj (1999)
- Kossuth-díj (2000 és 2020, csoportos)
- eMeRTon-díj (2003)
- Pro Urbe Miskolc díj (2004)
- Prima Primissima díj (2004)
- Bilicsi-díj (2008)
- Prónay Sándor-díj (2009)
- Fonogram – Magyar Zenei Díj – „Kaláka – Szabó Lőrinc” – az év hazai nép- vagy világzenei albuma – Gryllus (2013)
- Magyar Örökség díj (2014)
- Magyar Szabadságért díj (2017)